# Wonder (film)
Wonder è un film del 2017 diretto da Stephen Chbosky.
La pellicola, con protagonista Jacob Tremblay, è l'adattamento cinematografico del romanzo omonimo del 2012 scritto da R. J. Palacio.

## Trama
New York, USA: August Pullman, detto Auggie, è un ragazzino di 11 anni con una grave malformazione cranio-facciale, causata dalla sindrome di Treacher Collins, che gli impedisce una vita normale. Per poter vedere, sentire e respirare normalmente ha dovuto affrontare 27 interventi chirurgici e, per paura sia di complicazioni sanitarie che delle reazioni degli altri bambini, non ha mai frequentato la scuola, ricevendo sempre lezioni private. Quando è il momento per lui di entrare in prima media, i genitori Nathan e Isabel decidono di mandarlo per la prima volta a scuola insieme agli altri bambini, presso la Beecher Prep School. Il preside Tushman incarica tre studenti di nome Julian Albans, Jack Will e Charlotte Cody di fargli visitare la scuola. Julian si rivela diffidente e sospettoso e Charlotte mostra di riuscire a rendersi amichevole solo con un grande sforzo, mentre Jack prende subito Auggie in una sincera simpatia.
Una volta a scuola, il protagonista si rivela un ottimo alunno, ma trascorre le giornate in solitudine. Persino durante la pausa pranzo, mentre tutti i tavoli sono affollati, al suo tavolo non si siede mai nessuno. Ad un certo punto Jack decide di avvicinarsi a lui e i due stringono un legame di amicizia. Nel frattempo, Julian comincia a prendere di mira Auggie con battute di cattivo gusto sul suo aspetto, tormentandolo insieme ad altri due compagni, Henry e Miles. Il giorno di Halloween il protagonista, con indosso un costume di Ghostface, assiste ad una spregevole conversazione su di lui tra Jack ed altri compagni (che non si rendono conto di averlo accanto a causa del travestimento), sentendo dire a quest'ultimo di essere diventato suo amico su richiesta del preside e che si ucciderebbe piuttosto che avere una faccia come quella del compagno; Auggie, amareggiato, decide di non rivolgere più la parola a Jack.
Quest'ultimo inizialmente non capisce come mai Auggie abbia iniziato ad evitarlo; in seguito si pente di ciò che ha detto e fatto, capendo che Auggie si è offeso perché ha sentito le brutte cose che gli ha detto alle spalle, e si rende conto in cuor suo che l'amicizia che lo legava ad Auggie non era solo di facciata per accontentare il preside ma nasceva da un autentico sentimento personale. Jack quindi si scusa con Auggie scrivendogli tramite la chat di Minecraft, dicendogli di non pensare davvero quelle cose, e i due ritornano amici. Nello stesso periodo, un'esperienza simile accade a Via, la sorella maggiore di Auggie, da poco fidanzata con un ragazzo, che riallaccia i rapporti con la sua storica migliore amica Miranda, da cui si era allontanata per suoi problemi di accettazione. Nel periodo di Natale Auggie, a scuola, fa amicizia anche con una ragazzina di nome Summer.
Verso la fine dell'anno, la scuola organizza una gita scolastica, a cui Julian non partecipa in quanto è stato sospeso a causa del bullismo nei confronti di Auggie e i suoi genitori, per evitare che succedano altri guai, gli hanno fatto cambiare scuola (Julian però, dal canto suo, si è mostrato sinceramente dispiaciuto). Durante la gita, Auggie e Jack vengono aggrediti da tre ragazzi dell'ultimo anno e, inaspettatamente, in loro aiuto arrivano proprio Henry e Miles, gli amici di Julian che in precedenza tormentavano il protagonista. Auggie, alla fine dell'anno scolastico, ottiene un importante riconoscimento dal preside: inizialmente deriso ed emarginato per il suo aspetto, è diventato un esempio ed ha stretto amicizia con tutti.

## Produzione
Il budget del film è stato di 20 milioni di dollari.

## Promozione
Il primo trailer del film viene diffuso il 24 maggio 2017.

## Distribuzione
La pellicola è stata distribuita nelle sale cinematografiche statunitensi a partire dal 17 novembre 2017, ed in quelle italiane dal 21 dicembre dello stesso anno.

### Divieti
Il film negli Stati Uniti è stato vietato ai minori di 10 anni non accompagnati da adulti per la presenza di "bullismo e linguaggio forte".

## Accoglienza

### Incassi
Il film ha incassato 132,4 milioni di dollari nel Nord America e 173,5 nel resto del mondo, per un totale di 305,9 milioni di dollari.

### Critica
Sull'aggregatore Rotten Tomatoes il film riceve l'85% delle recensioni professionali positive con un voto medio di 7,1 su 10 basato su 192 critiche, mentre su Metacritic ottiene un punteggio di 66 su 100 basato su 33 critiche.

## Riconoscimenti
- 2018 - Premio Oscar[7]
  - Candidatura per il miglior trucco a Arjen Tuiten
- 2018 - British Academy Film Awards[8]
  - Candidatura per il miglior trucco e acconciatura
- 2018 - Satellite Award[9]
  - Humanitarian Award a Stephen Chbosky
- 2018 - Critics' Choice Awards[10]
  - Candidatura per il miglior giovane interprete a Jacob Tremblay
  - Candidatura per la miglior sceneggiatura non originale  a Jack Thorne, Steve Conrad e Stephen Chbosky
  - Candidatura per il miglior trucco
- 2018 - Saturn Award[11][12]
  - Miglior film indipendente
  - Candidatura per il miglior attore emergente a Jacob Tremblay
  - Candidatura per il miglior trucco a Arjen Tuiten
- 2018 - Teen Choice Awards[13]
  - Candidatura per il miglior film drammatico
  - Candidatura per il miglior attore in un film drammatico a Jacob Tremblay
  - Candidatura per la miglior attrice in un film drammatico a Julia Roberts

## Spin-off
Nell'ottobre 2020 la LionsGate ha annunciato lo spin-off / sequel  del film: sarà basato sul romanzo del 2014 A Wonder Story - Il libro di Julian, scritto sempre da R. J. Palacio, sarà sceneggiato da Mark Bomback e prodotto da David Hoberman e Todd Lieberman insieme alla scrittrice Palacio. Il film è uscito in varie parti del mondo il 4 gennaio 2024 e negli Stati Uniti il 4 ottobre 2024, con il titolo di Wonder: White Bird ( White Bird : A Wonder Story ). Il film vede Julian far visita alla nonna francese Sara, che gli racconta la storia di come fuggi ai nazisti durante la seconda guerra mondiale per insegnargli l'importanza della gentilezza. 